# Actaeon Sound
Actaeon Sound är en vik i Kanada.   Den ligger i Regional District of Mount Waddington och provinsen British Columbia, i den sydvästra delen av landet, 3 800 km väster om huvudstaden Ottawa. Actaeon Sound ligger vid sjön Bond Lagoon.
I omgivningarna runt Actaeon Sound växer i huvudsak barrskog. Trakten runt Actaeon Sound är nära nog obefolkad, med mindre än två invånare per kvadratkilometer.